# Folkeligt Oplysningsforbund
Folkeligt Oplysningsforbund, FOF, är ett danskt studie- och upplysningsförbund som bildades 1947 av Det Konservative Folkeparti och är en vidareutveckling av den partistyrda studiekretsen som bildades under mellankrigstiden. Förbundets värderingar hör till de kristlig-humanistiska och man vände sig främst, till en början, mot medelklassbefolkningen i de större städerna. Förbundet erbjuder aftonskoleundervisning och har sedan 1970-talet kommit att utvidga sitt kursutbud med flera olika fritidsaktiviteter. Förbundet driver också en stor föredrags- och kulturverksamhet och är för närvarande det näst största studieförbundet i Danmark. FOF är medlem av Dansk Folkeoplysnings Samråd.